# Musée des arts et traditions Bamoun
Le musée des arts et traditions Bamoun, fondé en 1930, est un musée d'art. Il se situe dans la région de l'Ouest (Cameroun), département du Noun, commune de Foumban. Il met en valeur de nombreuses œuvres : masques de terre, fresques sculptées, jarres et plus encore.

## Histoire

### Début et projets
Le musée des arts et traditions Bamoun trouve son origine dans la collection d'objets royaux Bamoun rassemblée par Mose Yeyap, un collectionneur. Cette collection, qui voit le jour au début du XXe siècle, se forme en 1920 dans une hutte en terre à Foumban. C'est le début du musée des arts et traditions Bamoun, qui devient un lieu pour la préservation et la valorisation du patrimoine culturel Bamoun.

### Missions
Ce musée présente une collection d'objets qui illustrent l'artisanat au service de la royauté Bamoun, offrant ainsi un témoignage du savoir-faire et de la créativité des artisans Bamoun. Il acquiert, rassemble, classe, conserve et présente au public des collections d'objets d'intérêt historique, scientifique, technique et artistique, favorise la connaissance de ses collections et contribue à l'éducation, la formation et la recherche dans les domaines de l'histoire de l'art, de l'archéologie et de la muséographie.

### Acquisitions
Il acquiert des objets à la fois en les collectionnant et en accueillant des artisans qui en produisaient et qui autrefois travaille avec le roi Njoya.

## Administration

### Promoteur, tutelle et direction/gestion du musée
Le promoteur de cette institution culturelle est Mose Yeyap qui la fonde en 1930.

## Architecture
Le musée des arts et traditions Bamoun est un édifice blanc coiffé d'un toit en tôle. Son escalier d'accès, étroit et patiné par le temps, conduit à une entrée discrète. La façade blanche contraste avec le sol en terre rouge environnant.

## Collections

### Expositions permanentes
Il conserve une collection de près de 3000 objets patrimoniaux, dont certains datent de plus de 600 ans, qui témoignent de l'histoire d'un des plus anciens royaumes d'Afrique. L'entrée du musée révèle un espace intime, sans vitrines modernes ni écrans. La présentation favorise une observation directe et une immersion dans l'histoire. Les objets sont exposés à hauteur du visiteur, évoquant un intérieur traditionnel. Une atmosphère calme et contemplative invite à la découverte lente.
La première salle présente l'univers des forgerons Bamoun. Des gongs décorés de motifs et de scènes épiques sont suspendus. Des jarres en terre cuite, de grande taille, portent des traces d'utilisation. Les masques en terre ou en bronze, aux visages stylisés, dégagent une force expressive. De longues pipes ornementales se trouvent disposées, illustrant la communication et les récits.
Entre les objets, des bas-reliefs sculptés racontent des événements historiques et culturels. Un guide explique la signification des symboles : le crapaud symbolise la fertilité, l'araignée représente la patience et l'avenir, les serpents entrelacés sont des protecteurs. Ses explications donnent vie aux collections.
Les salles suivantes présentent une reconstitution de cuisine avec des ustensiles traditionnels. Une autre salle expose la chambre d'un notable avec son mobilier simple. L'ensemble témoigne de l'ingéniosité et de l'adaptation aux matériaux locaux.
À l'extérieur, des échoppes proposent des reproductions et de l'artisanat local. Les artisans présentent leur travail, perpétuant un savoir-faire vivant.